# Grifón belga
El grifón belga es una raza canina que debe su nombre a su ciudad de origen: Bruselas, Bélgica. Fue creada en el siglo pasado con cruces de Affenpinscher, Yorkshire terrier, Schnauzer miniatura y Carlino. Se estima que la raza se estabilizó a finales del siglo XIX. Ya en la década de 1890 era muy popular en Bruselas. 

## Descripción
Según el estándar, la variedad de pequeña talla no debe superar los 3 kg; la grande no debe rebasar los 5 kg. Se trata por tanto de un perro minúsculo, de cabeza redonda y frente convexa. Su trufa es ancha y negra, un hocico corto con barba y bigotes abundantes como cerdas. El maxilar inferior prominente y ancho, avanza más que el superior siendo, por tanto, los dientes inferiores más salientes que los superiores. Los ojos son grandes, redondos y oscuros. Las orejas derechas, cortadas en punta. Tiene un cuello fuerte y un tórax profundo. La cola amputada a dos tercios, llevada alta. Su pelo es duro, abundante y desordenado. El color puede ser negro, negro y fuego, o negro y rojo mezclados. 

## Carácter y utilización

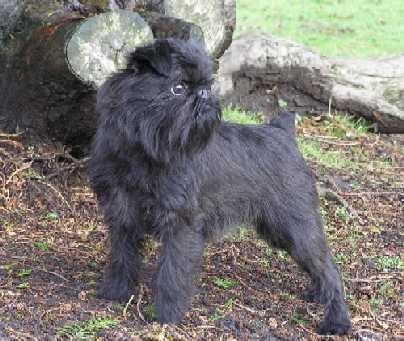
Grifón belga de color negro sólido

A pesar de tener un aspecto serio, es un perro dulce, afectuoso, adiestrable y muy vivo. Siendo un perro de patio y caballeriza, es gran cazador de ratones, desea todavía la libertad del bosque y del prado, pero se lo considera un agradable perro de compañía. No tiene mucha simpatía por los niños. Debido a la redondez del cráneo de los cachorros, las hembras tienen dificultades en el parto; por eso frecuentemente es necesario recurrir a la cesárea.